# ادوارد گل
ادوارد گل (به هلندی: Edward Gal) (زادهٔ ۴ مارس ۱۹۷۰ میلادی در شهر ریدن، هلند) یک سوارکار درساژ اهل کشور هلند است. او  و نریانش توتیلاس در مسابقات بین‌المللی شرکت کرده‌است. او سه مدال طلا را در بازی‌های جهانی سوارکاری ۱۹۹۰ به دست آورده‌است.
وی پیشتر رکورددار بیشترین امتیاز مسابقات جایزه بزرگ آزاد بود.

## زندگی شخصی
ادوارد گل با هم تیمی مرد خود هانس پیتر میندرهود در رابطهٔ بلند مدت است. وی در چندین مصاحبه با رسانه‌های هلند دربارهٔ رابطهٔ خود با میندرهود صحبت کرده‌است.